# Slave Ambient
Slave Ambient är ett musikalbum från 2011 av indierockbandet The War on Drugs och gavs ut av skivbolaget Secretly Canadian. Låtarna skrevs av Adam Granduciel. Detta var The War on Drugs andra studioalbum och fjärde utgivna skiva.
Bandet fick sitt stora genombrott i och med albumet som blev kritikerrosad av den internationella recensentkåren.

## Låtlista
1. Best Night – (5:30)
2. Brothers – (4:28)1
3. I Was There – (3:49)
4. Your Love Is Calling My Name – (6:01)
5. The Animator – (2:16)
6. Come to the City – (4:31)2
7. Come for It – (0:27)
8. It's Your Destiny – (4:49)3
9. City Reprise #12 – (3:05)
10. Baby Missiles – (3:33)
11. Original Slave – (3:11)
12. Black Water Falls – (5:10)

1 Granduciel hade hjälp av Robbie Bennett, Dave Hartley och Mike Zanghi med att skriva texten till Brothers.

2 Granduciel hade hjälp av Dave Hartley med att skriva texten till Come to the City.

3 Granduciel hade hjälp av Robbie Bennett med att skriva texten till It's Your Destiny.

Källa: 

## Medverkande
- Adam Granduciel – sång, akustiska- och elektriska gitarrer, munspel, sampling, orgel, pitch shift, elbas, klaverinstrument, piano, synthesizer, slagverk och trummor.
- David Hartley – elbas, elektrisk gitarr, trummor och elektrisk autoharpa.
- Robbie Bennett – piano, akustisk gitarr och slagverk.
- Mike Zanghi – trummor och slagverk.
- Kurt Vile – elektrisk gitarr.
- Steven Urgo – trummor.

Källa: 

### Fotnoter
1. 1 2  ”The War on Drugs | Slave Ambient”. SecretlyCanadian.com. Arkiverad från originalet den 15 mars 2015. https://web.archive.org/web/20150315204338/http://secretlycanadian.com/onesheet.php?cat=SC190. Läst 7 mars 2015.
2. ↑  ”Reviews for Slave Ambient by The War on Drugs”. Metacritic.com. http://www.metacritic.com/music/slave-ambient.
3. ↑  Trakin, Roy. ”Indies on top: War on Drugs, Parquet Courts, Lana Del Rey rule the roost midway through 2014”. Hollywood.com. http://www.hollywoodreporter.com/news/indies-top-war-drugs-parquet-716468.
4. ↑  Menconi, David. ”The War on Drugs conjure a gorgeous, wide-open claustrophobia on 'Lost in the Dream'”. Spin.com. http://www.spin.com/reviews/the-war-on-drugs-lost-in-the-dream-SPIN-essential/.
5. ↑  ”Slave Ambient – The War on Drugs | Credits”. AllMusic.com. http://www.allmusic.com/album/slave-ambient-mw0002178694/credits.